# Repolarisation précoce
La repolarisation précoce est une variante de repolarisation ventriculaire détectée à l’électrocardiogramme caractérisée par un empâtement/crochetage terminal du complexe QRS au niveau du point J et une élévation du point J au dessus de la ligne isoélectrique.
Elle est fréquente et considérée comme bénigne mais plusieurs publications ont démontré qu’elle serait associée à une légère augmentation du risque de mort subite,.

## Historique
Cet aspect a été décrit dès 1936 et a été considéré comme physiologique pendant des décennies. Les premières morts subites suspectes ont été décrites durant les années 1990. La majoration du risque de mort subite est suspectée en 2008 et celle de la mortalité cardio-vasculaire en 2009.

## Épidémiologie
Sa prévalence est comprise entre 1 et 13 %. Elle est plus fréquente chez l'homme jeune et les Noirs où sa prévalence peut atteindre 24 %. La fréquence est également plus élevée chez les personnes ayant des membres de la famille avec cette variante de la repolarisation . Son aspect est majoré lors d'un entraînement sportif intense.

## Mécanisme
Il reste hypothétique, tant pour l'anomalie de l'électrocardiogramme mais aussi pour la susceptibilité qu'elle entraîne vis-à-vis des troubles du rythme ventriculaire.
Une mutation du gène KCNJ8, codant une protéine intervenant dans certains canaux ioniques trans-membranaires, provoquerait une anomalie comparable sur l'électrocardiogramme, avec un risque accru de troubles du rythme.

## Description
Il se manifeste par un sus-décalage du segment ST sur l'électrocardiogramme, avec ascension du point J (jonction entre le QRS, onde de dépolarisation des ventricules, et le ST, témoignant de la repolarisation ventriculaire). L'anomalie est plus fréquemment visible sur les dérivations antérieures (V1-V4). Elle serait plus péjorative si elle concerne les dérivations inférieures (D2, D3, VF) ou latérales (D1, VL).
L'intervalle QT est, en règle, normal.
L'aspect électrocardiographique n'est pas constant avec le temps. Il est majoré en période vagale (nuit, après les repas...) et peut disparaître lors d'une stimulation adrénergique comme lors d'un effort.
Il n'est pas majoré significativement lors d'un test à l'ajmaline ou à la flécaïne, contrairement au syndrome de Brugada.

## Évolution
Le risque de mortalité cardiaque est augmenté en sa présence, surtout chez l'homme d'âge intermédiaire et si l'anomalie concerne les dérivations inférieures ou latérales (D1, VL). Toutefois le risque d’événements arythmiques reste statiquement infinitésimale (11/100 000). Le degré du sus-décalage serait corrélé avec le risque de mort subite. À noter qu'un seul segment ST sans avoir pris en compte les segment ST des autres dérivations du même secteur peut prêter à confusion quant à la définition de la forme de celui-ci et être vu à tort péjorativement. En effet un des derniers consensus regroupant plusieurs experts indiquant précisément les directions à suivre ainsi qu'une définition plus claire de cette nouvelle forme de repolarisation précoce contrairement à sa première pour aider les recherches scientifiques futures et être coordonnés, indique que la majorité des segments ST ayant la même forme dans un territoire, définissent la forme ST pour les autres dérivations du même territoire restantes étant inférieur en nombres face aux autres dérivations de celui-ci. Ils ne doivent donc pas être analysé simplement au cas par cas.
Une élévation plus rapide du segment ST après le point J (forme la plus fréquente chez le sportif) ne semble, par contre, pas comporter d'augmentation de risque. De même, cet aspect de l'électrocardiogramme ne semble pas péjoratif chez les patients afro-américains.

## Prise en charge
Même si le risque théorique d'accident cardiaque est majoré, il est extrêmement faible vis-à-vis du nombre de patients porteurs d'une repolarisation précoce et reste discuté. La découverte de ce type d'anomalie chez un patient ne s'étant jamais plaint de rien ne conduit donc pas à une attitude particulière.
Les individus vu par un médecin constatant une repolarisation précoce sur leurs électrocardiogrammes peuvent être orientés vers un centre de références spécialisé pour avis s'ils remplissent plusieurs des critères qui servent à distinguer les repolarisations précoces normales et fréquentes de celles dites significatives, atypiques (amplitude onde J >2mm suivis d’un segment ST horizontale ou descendant, antécédent familiaux, cliniques ect.. ). À noter que le risque d’évènements arythmiques même chez un patient avec un aspect significatif de repolarisation précoce reste toutefois extrêmement faible,,. L'exploration électrophysiologique cardiaque ne permet pas de définir des groupes plus à risques.
Chez les patients ayant fait une mort subite récupérée, la pose d'un défibrillateur automatique implantable est proposée. Chez le patient faisant un « orage rythmologique » où se succèdent à intervalles rapprochés des épisodes de fibrillation ventriculaire, la mise sous quinidiniques ou sous isoprotérénol pourrait améliorer les choses. Une ablation par radiofréquence peut être parfois proposée.